# 青函トンネル開通記念博覧会
青函トンネル開通記念博覧会（せいかんトンネルかいつうきねんはくらんかい　英：Seikan Tunnel Commemoration EXPO）とは、1988年（昭和63年）7月9日から9月18日にかけて青森県青森市と北海道函館市で開催された博覧会。通称「函館EXPO'88」「青森EXPO'88」（はこだて/あおもりエキスポはちじゅうはち）、略称「青函博」。本項では、函館開催分を「函館EXPO」、青森開催を「青森EXPO」と主に表記する。

## 概要
1980年（昭和55年）11月18日に開催された青函圏経済文化振興協議会において、函館商工会議所から「青函トンネルの開通を記念して両市を会場に津軽海峡大博覧会を1985年（昭和60年）に開催してはどうか」という提案がなされた。函館市は1984年（昭和59年）度予算に調査費を計上し、1986年（昭和61年）に同市を中心とした実行委員会を発足させた。「青函トンネルの開業をテコに、青函経済圏の創出を」をスローガンに、当時の主要産業の造船業などの衰退で、地域経済が低迷していた函館市や青森市の地域活性化などをも視野に入れた一大イベントだった。
青森EXPOは青森県庁主導で1981年から早期に開催準備を進め潤沢な予算をかけたこともあり天候不順の日が多かったにもかかわらず目標を超える集客に成功した一方で、函館EXPOは準備を本格化したのが1986年と国内の博覧会計画では最後発となったことが災いし出展勧誘が難航。北海道庁の支援が「世界・食の祭典」との兼ね合いから手薄となった事もあり目標を下回る集客数に留まり、市民を巻き込んだ積極的なPRにより前売券売上は予想を上回るも最終的に約2億円の赤字を計上した。
博覧会開催を機に函館市は観光を軸とした政策として赤レンガ倉庫などのウォーターフロント開発や、函館山ロープウェイのリニューアル、大型ホテルの誘致などを行い観光都市としての基礎を整備した。同時に函館・青森の両市を「青函圏」と名付け、青函トンネル開業1周年に当たる1989年（平成元年）3月13日には経済産業、文化面など各分野のより一層の交流を目的とした「ツインシティ」（双子都市）提携を実施。2019年（平成31年/令和元年）現在も交流は続いており、当初55事業から始まり2019年時点では112事業で各分野での草の根交流を展開している。その他、関連事項として津軽海峡連絡道路などが研究されている。
- 会期：1988年7月9日 - 9月18日
- テーマ：新たな交流と発展―北の飛躍を目指して
- 2会場共通入場券：大人3,200円・高校生2,400円・小中学生1,600円・幼児（3歳以上）500円

## 青森EXPO

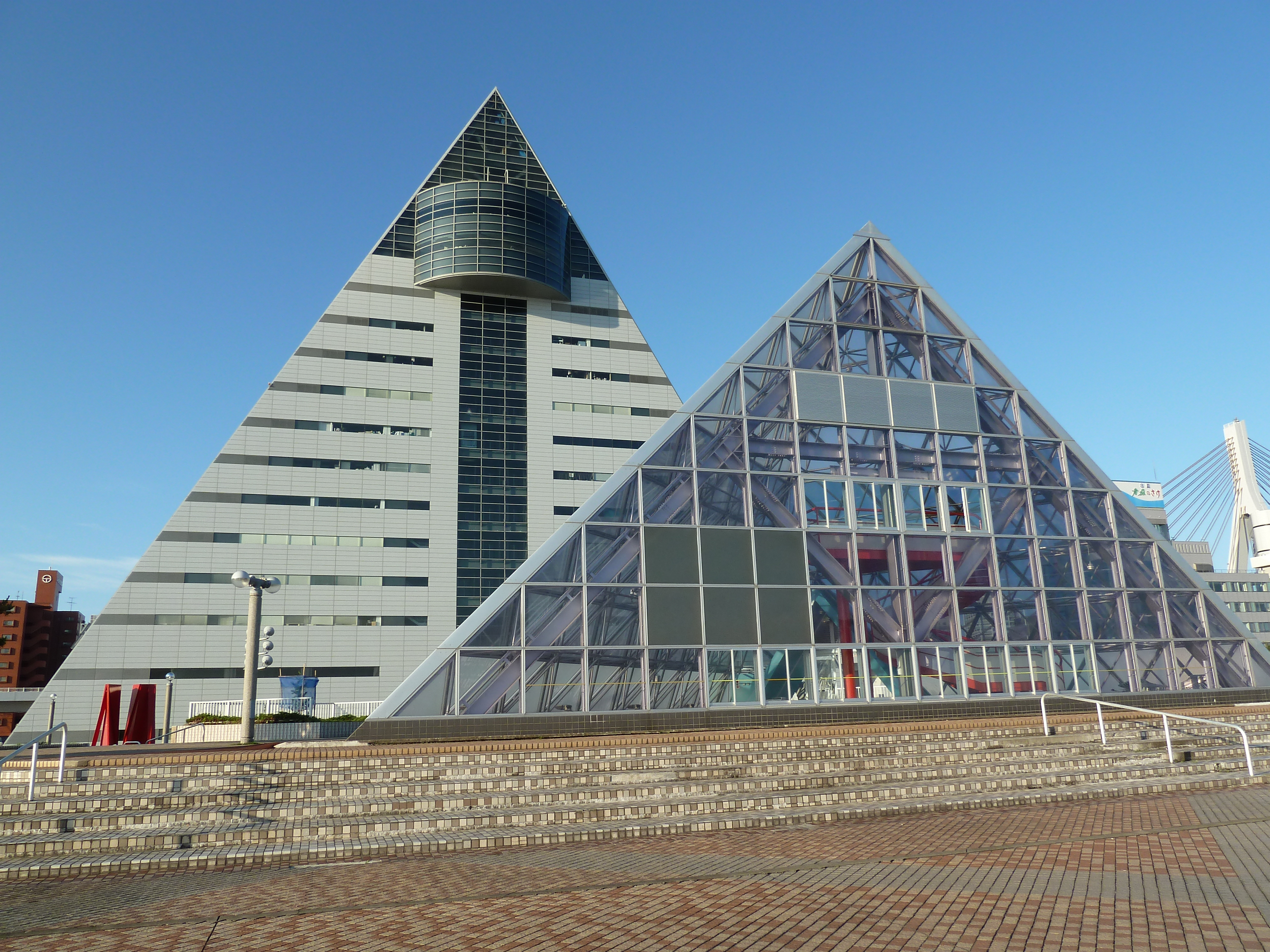
21世紀青森館に用いられたアスパム・みなと21館に用いられた青い海公園展望台

- 主催：青函トンネル開通記念博覧会実行委員会（青森県・青森市）
- 協力：東日本旅客鉄道、北海道旅客鉄道、日本鉄道建設公団、青森商工会議所、青森県産業振興協会、青森県市長会、青森県町村会、青森県農業協同組合中央会、青森県漁業協同組合連合会、青森県商工会議所連合会、青森県商工会連合会、青森県経営者協会、青森県中小企業団体中央会、青森県婦人団体連絡会、青森県観光連盟、青森県物産協会、青森県バス協会、東奥日報社、デーリー東北新聞社、陸奥新報社、青森放送、青森テレビ、エフエム青森、日本電信電話、東北電力、日本放送協会
- 後援：総理府、文部省、厚生省、通商産業省、農林水産省、運輸省、郵政省、建設省、自治省、経済企画庁、科学技術庁、国土庁、全国知事会、全国市長会、全国町村会、日本商工会議所、日本青年会議所、日本経営者団体連盟、経済団体連合会、経済同友会、日本観光協会、日本道路公団、日本たばこ産業東北支社、日本自転車振興会、日本貿易振興会、日本エアシステム、青函航路6社会、日本交通公社、近畿日本ツーリスト、日本旅行、名鉄観光サービス、東急観光、サンケイ新聞社、共同通信社、時事通信社、河北新報社、北海道新聞社、朝日新聞社、毎日新聞社、読売新聞社、日本経済新聞社、青森県森林組合連合会、青森県畜産農業協同組合連合会、青森県旅館業環境衛生同業組合、青森県乗用旅客自動車協会、青森県建設業協会、青森県旅行業協会
- 会場：青森市安方 青森県観光物産館アスパム周辺（約11ヘクタール 現・青い海公園付近）
- 来場者数：1,608,263人（目標140万人 有料入場者1,471,186人）
- シンボルマーク：青森県を象徴する青い三角形と北海道を象徴する緑の円形を組み合わせ、青函トンネルの開通で北海道と青森県が一つに結ばれたイメージとした。
- マスコット：シャコちゃん - 亀ヶ岡文化を代表する遮光器土偶をモチーフに、アンテナなどSF的なイメージを加えた形とした。
- テーマ曲：「明日に向かって」（作詞：溝江新生 補作詞：岩谷時子、渡辺浦人 作曲：山本直純）
- 入場料
  - 前売・団体券：大人1,500円・高校生1,000円・小中学生700円・幼児200円
  - 当日券：大人2,000円・高校生1,500円・小中学生1,000円・幼児300円
  - 障害者と介護者は当日料金の半額、団体客は20人毎に1名無料。
  - 前売券には抽選券が付属しハガキでの応募を受付け、サイパン旅行5日間6名・青森-長崎ペア航空券5名・東京-沖縄往復航空券4名・東京ディズニーランド招待4名・全自動カメラ4名・スキー20名などの賞品がプレゼントされた。
- 役員
  - 会長：北村正哉（青森県知事）
  - 副会長：工藤正（青森市長）、沼田吉蔵（青森商工会議所会頭）、山内善郎（青森県副知事）、谷川英夫（青森県副知事）、佐藤嘉晃（鉄道建設公団青函建設局長）
  - 顧問：原田一實（青森県議会議長）、里村慶二（青森市議会議長・青森県市議会議長会会長）、赤坂忠師（青森県庁村議会議長会会長）
  - 総合プロデューサー：秋山智弘（情報科学研究所 自然）
  - 事務局長：中野轍自郎（青森県企画部理事）

### パビリオン・施設（青森EXPO）
- テーマ館 - 長さ195m・最大幅70m・最大高19.5mのエアドーム。「夢来(むっく)ちゃん」の愛称がつけられた。
  - テーマ展示「あおもり夢の広場」 - 100インチの大型ビデオスクリーンとコンピュータシステムを用いたクイズ企画を実施。青森県民1万人から寄せられた21世紀に向けてのアンケート回答を元にした問題を15分間のステージ中に3-5問出題し、正解するとマスコット「シャコちゃん」の大型バルーンが浮かび上がる。期間中延べ17,000人がクイズに挑戦した。
  - 松下館「おもしろ映像ランド」 - 最新のデジタル映像がもたらす楽しい体験の場を提供し、技術の素晴らしさと明日の快適な暮らしを探る。
    - フェアライトコーナー：フェアライトとCVIのモザイク機能を使ったクイズやクロマキー機能を使ったゲームで映像体験を実演させる。
    - 衛星放送コーナー：BSチューナー、パラボラアンテナ、フラットBSアンテナ、インテリジェントコンポといった機器展示や衛星放送内蔵テレビによる衛星放送受信実演を展開。
    - スタンプコーナー：来場記念スタンプと台紙を設置、函館・青森両会場の松下館スタンプを持参した来場者にMSXIIによるあみだくじゲームに挑戦してもらい記念品をプレゼントする。
    - MSXIIコーナー：MSXIIパソコンを使い自由にゲームを楽しんでもらう。

  - 住友化学プラザ - ファインケミカルやバイオテクノロジーのトップクラスの世界を展示。中央部には高さ3mの大型ニンニク模型を配し、憩いを与えるベンチ・花壇や紙おむつに使用される高吸水性樹脂の実験も行われた。
    - 今、住友化学は青森で：住友化学三沢工場の主力商品である蚊取り線香や電気マット用ピレスロイド蚊取り線香、農家用の長芋、ウイルスフリーのニンニク苗の生産などをパネル展示。
    - ピレスロイド物語：殺虫剤の有効成分ピレスロイドの除虫菊からの開発経緯を取り上げた7分間の解説映像を上映。
    - 歴史の中の虫たち：アレキサンダー大王やナポレオンなど歴史的出来事に対する虫の影響のエピソードをパネル展示。
    - 伝統の総合力住友化学：住友化学の創業以来75年間の歴史をパネルと製品で紹介する。
    - ゲームコーナー：虫の付く漢字の読み方と展示内容に関するクイズをパネル展示。

  - TOSHIBA館 - 東芝が誇る先端放送機器でファンタジックな世界を体験させる。
    - クロマキー合成による来場者と世界の風景の合成、来場者と東芝CMタレントの相性を占うコンピュータ相性診断、3D立体映像を体験させるメディア・アイを展開。

  - 郵便局のふれ愛コーナー - 郵便・貯金・保険の郵政三事業や電気監理通信を親しみやすく紹介。
    - 記念スタンプ、敏捷性・水平感覚といった体力測定テスト、おもしろハガキ装置、Q&Aおもしろクイズなどのふれあい装置を展開。

  - クボタHu-Tech館 - 温かい人間味あふれる技術「Hu-Tech」を親子連れで気軽に楽しめる形で展開。
    - 定員100名のシアター内にて劇団飛行船出演による「赤ずきん」「ジャックと豆の木」「三匹の子豚」の童話劇立体映像を上映。

  - サントリーウイスキープラザ - 日本のウイスキーの歴史を振り返りつつウイスキーの世界を楽しませる。
    - 日本のウイスキー、その歴史とこころ：日本のウイスキー作りの起源を古い文献や貴重なボトルで紹介。
    - 酒場の歴史と大衆文化 - 明治時代以来の洋酒酒場の変遷を写真やエピソードで紹介、「日本のウイスキー、その歴史とこころ」とともにウイスキー樽の鏡板を配した。
    - チャリティーバーカウンター：高級ウイスキーを格安で提供し、試飲代金の一部は青函連絡船八甲田丸の保存費用に充てられた。

  - ニッポンハムレーザー劇場 - 日本ハムのマスコット「ブンタ君」と青森のりんごをイメージした「りんごちゃん」の出会いを花火や青森ねぶたなどを交えユーモアたっぷりのアクションで展開する5分間のレーザーアニメーションを上映。
  - マイカルグループ・ダックシティ館
    - ウッディライフステージ：ヒバ民芸の第一人者伊藤健吉制作による直径1.5m厚さ25cmの時計や直径40cm・長さ1m80cmの巨大鉛筆のオブジェ、留辺蘂町の伊藤英二制作の木工玩具を展示、自然のぬくもりと想像力を喚起させた。
    - 3D PHOTO ALBUM：仮面ライダーBLACKや、自然と人間の交流を動物の目やミクロの自然の姿で色鮮やかに再現した立体映像を上映。

  - テクノケーション・はちのへ - 八戸市と市内7社による合同ブース。人と技術の対話を考え観客参加型の企画演出を行った。ロボット「八戸くん」を中心に青函トンネルに使われている技術や酒造関連のバイオテクノロジー、真空技術、科学技術を用いた遊具などを展示。
  - 青森の水産・海洋 - 青森県の漁業の実態をPRすべく、青森沿岸や陸奥湾に泳ぐ魚を入れた水槽、漁港や沿岸漁場を紹介するVTR、世界の漁場解説やイカ釣りロボット、鮭孵化放流事業の紹介、水産加工食品の紹介、コンピューター魚当てゲーム、ホタテ養殖紹介などを展開。
  - ふるさとプラザ知恵と技 - 新潟県を含む東北7県の伝統工芸を衣食住の3シーンで展開し実演コーナーも設け、外壁は各県の紹介スペースとした。
  - タイシおいしくって体験ゾーン - 大豆を原料としたオリジナルデザートのチャリティ販売やビデオプリンター・ビデオカメラ・38型大型テレビを組み合わせた記念撮影サービスを展開。チャリティ販売の収益100万円は青森県社会福祉協議会に寄贈された。
  - M.M.C.横濱珈琲物語館 - 帆船の船室をイメージしたブース内でコーヒーの生産から消費者までの工程、コーヒーの歴史、産地紹介地図、美味しい飲み方などをパネル・ビデオ・コーヒー豆や苗木の実物で紹介する。またサービスカウンターでコーヒーをチャリティ価格で提供し、収益金は青森市社会福祉協議会に寄贈された。
  - 地酒の館 - 青森県内36醸造元の日本酒をマップや製造工程のパネルや試飲カウンターで紹介する。
  - アルビ健康体験コーナー - 最新のマッサージチェアの体験や健康相談などを展開。八甲田丸内にもマッサージチェアを提供した。
  - 未来の電子生活館 - 青森県内の電子工業企業6社の技術を展示。エルナーグループのコンデンサ、アンデス電気グループの衛星放送機器、航空電子グループの新幹線コネクタや飛行機ロケット用ジャイロ、並木精密宝石の小型モーターや磁気ヘッド、日本マイクロニクスの集積回路、リバーグループの抵抗器や水晶発振機を各社別のカプセルで紹介した。
  - 三菱未来海峡プラザ - 青函交流圏構想の可能性を2館構成で紹介する。
    - 映像館：縦3m・横4mの200インチ大型ビデオプロジェクターで5分間のCG映像「未来海峡の旅」を上映。
    - 展示館：VTR・パネルによる臨海地域や海洋開発の紹介、ケーブル調査船マーカス2500の模型、三菱グループの海洋技術紹介、展示内容から出題されるプレゼントクイズ企画を実施。

  - 農と緑の館 - 青森県内農林業45団体の出展で県内の農林業の姿を紹介する。野菜などのオブジェで装飾された出入り口、稲作と土壌、土地改良事業、21世紀の農村パノラマ模型、建材としての木材、ラジコン操作の農業機械模型、牛の実物大パネルなどを展開。
  - ニッカシードルプラザ - シードルの巨大ボトルと周囲に山積みにされたリンゴのオブジェを中心に据え、リンゴにまつわる展示として弘前工場のシードル製造工程の紹介、リンゴへの理解を深めるパソコンゲームコーナー、リンゴとシードルの輸送に用いられるJR貨物の模型を展開。
  - かねさ・食・21 - パネルや映像による味噌の製造工程紹介や味噌を用いた料理のサンプル紹介、かねさの過去のCM映像のVTRなどを展開。
  - 北洋硝子「光のコンポジション」 - ガラス製造工程を紹介するプロモーションビデオ画面を色ガラス製のリンゴのシェード34個で囲んだディスプレイを中心に、17世紀ヨーロッパのアンティークガラス、2000年前から江戸時代までの歴史的なガラス製品の復刻品、自社の津軽びいどろや水差し・花瓶などを展示。
  - コカ・コーラさわやかコーナー - 1985年7月打ち上げのスペースシャトル・チャレンジャーに積み込まれたコーラに用いられた宇宙用特殊缶と、スペースシャトル打ち上げや宇宙でコカコーラが飲まれる姿の写真パネルを展示。
  - グルメの味フレッシュワダカン - 十和田市に建設中の新本社工場の完成予想図、江戸時代の醤油製造工程絵巻、現在の醤油工程の電光板解説、バイオテクノロジーによる醤油製法の紹介といった過去から未来へ至る一連の醤油の歴史解説や輸出実績の紹介、製法のビデオ解説を展開した。
  - イベント広場 - 直径30mのアリーナに約1,200名収容のスタンド席とイベントステージを設置し期間中211団体約11,000人が出演。ステージ中央には縦横4画面ずつの16面マルチビジョン「青森銀行ビッグビジョン」を配置。
- 21世紀青森館 - 青森県観光物産館アスパムを使用。
  - NTTチャレンジアリーナ - 函館EXPOのNTTブースと電話回線で繋いでの「ニューメディア青函対抗綱引き」や、子供向けのアニメキャラクターとの綱引き企画を実施。ステージには9面マルチ画面も配された。青森側は170戦86勝となった。
  - パノラマ館 - 360度マルチスクリーンで青森県内の風景や郷土芸能・伝統文化を取り上げる。
  - 懐かしの名画劇場 - 青森県と縁の深いまたは県内でロケを行った映画を期間中計14本上映。
- 3Dアドベンチャーシアター - 東北電力・東京電力・電源開発・日本原燃サービス・日本原燃産業協賛のもと、宇宙の彼方からやってきた少年少女が青森の豊かな自然の中で美しさを再発見し未来の青森の姿を垣間見る偏光立体映画「小さな冒険」を上映。
- 交通未来館
  - 日本エアシステム館 - 空からの日本列島縦断とソウル線就航CMのVTR、ミス・ビードル号の紹介、青森空港の概要と歴代乗り入れ機の紹介、超音速旅客機の想像図、東京または沖縄までの航空券が当たるプレゼント付きアンケートを展開。
  - 日通グループ館 - 国際複合輸送ネットワークを電飾付き世界地図や海外拠点のある23カ国各国の人形ピラミッドで紹介する「トランスポートキャラバンゾーン」、青森ねぶた祭りへの出展の歴史やねぶた師を目指す子供の作品展示やねぶた祭のビデオ上映を行う「ねぶたと共に半世紀」の2部構成で展示。
  - JR東日本コーナー - 運転士シミュレーター機能を設けた実物大新幹線モックアップ、リニアモーターカー可動模型、鉄道模型立体パノラマ、マルチビジョン等を展開。
  - 東日本フェリーセフティ・ナビゲーションコーナー - パソコンを用い新鋭フェリーの操船を体験する「フェリーナビゲーションマシーン」2基、ラスタスキャンレーダーや気象ファクシミリといった操船設備を展示。
  - グリーン坊やの三八五 - 貨物全国ネットワーク地図を背景にプラレール・プラロードを用いた大型模型ジオラマを中心に据え、左壁面に八甲田山を背景に走る三八五貨物の車両写真、右壁面に6台のモニターテレビで三八五企業グループの事業活動VTRを上映した。
  - ブリヂストン・ワールドテクノロジーブース - 高性能スタッドレスタイヤ、新技術を応用した乗用車ラジアルタイヤ用アルミホイール、F3カーとレース用タイヤなどを展示。
  - 青森県トラック協会 - 高速道路・主要道路・フェリー航路・トラックターミナルを表示した大型電光日本地図「トランスポートネットワークマップ」、パソコンでトラック輸送に関する問題を出題する「トラック何でもQ&A」、交通安全対策や引っ越し輸送の利便性などを紹介する「VTRコーナー」を展開。
  - 青森県自動車会議所 - オーストラリアのレースで優勝したソーラーカーの展示を中心に、黄色く塗装されたトラックタイヤで壁面を装飾した。
  - NHKプラザ - 青森県内での放送開始50周年を記念し、110インチ・30インチ各1台のハイビジョンテレビ実演、37型テレビを用いた衛星放送受信、テレビの歴史、PCM音声放送、青森県関連番組を上映するビデオシアターを展開。また青函博の情報を発信するサテライトスタジオを併設し「NHKモーニングワイド」「FMリクエストアワー」「夕べのひととき」等の放送を行った。
- 情報2001館
  - 日立インターフェイス・スクウェア - 29インチモニターを縦6面・横8面計48面並べたマルチビジョンを用い動物の動きと軽快な音楽を同調させた「動物たちの音楽会」を上映。
  - NECパルコムランド - 最新パソコンPC-9800 VX21を10台と46インチAVプロジェクターPJ-462を4台用い5名ずつの2チームに分かれ歴史クイズやパソコンゲームで得点を競う「C&Cパラレルシアター」や、ゲーム機PCエンジンと最新パソコンを紹介する「パソコンコーナー」から構成された。
  - 富士通パソコンランド - アドベンチャーRPG「スペースアドベンチャー」を展開。4台のディスプレイで対戦できた。
  - 日本計量協会・青森県計量協会「計量プラザ計る、量る、測る。」 - 古代の物差し・枡・秤や近代の計量原器から、身長体重計・自動血圧計・青函トンネル工事に用いられた測距測角儀等を展示。
- 雪とエネルギー館 - 建設業界の協力を得て、雪と共存する未来社会を目指し雪への理解やエネルギー活用を提案する。また浅瀬石川ダムの紹介も実施。
  - スノーファンタジア：雪の美しさや素晴らしさを表現する。
  - スノーサイエンス：雪を科学的に表現し知ってもらう。人工降雪装置などを展開。
  - スノーライフ：雪を利用する知恵を紹介。
  - ジャイアント・テクノロジー：青函トンネル工事などを紹介。
  - フューチャーワールドAOMORI：青森県の未来の姿を表現。
  - スノープラザ：子どもたちのプレイゾーン。
  - 省エネコーナー：北日本環境整備による差圧駆動式ドレン回収装置、スポットエアコン、空気清浄機、ボイラー、小型ろ過器、融雪機など省エネルギーや快適環境に役立つ技術を展示。
- みなと21館 - 海と生活の関わりを表現すべく未来の青森港ジオラマ、港の一日と青森県内の港湾紹介のVTR上映、船舶用カラーレーダー、世界の帆船模型、港湾の写真パネル、巡視船ざおう模型、波力発電防波堤模型、レジャーボートの実物展示などを実施。
- 日中友好館 - 美術品・民芸品・食品等の販売や古陶磁器などの伝統芸術紹介を展開。
- みちのく手づくり村 - 青森県産品の直売、津軽びいどろ・こけし・あけび細工の実演販売や津軽凧・金魚ねぶたの制作体験などを展開。
- セキスイハイム館 - オートメーションシステム、自動給湯システム、無落雪構造などを取り入れた4LDKモデルハウス「ハイムNEWオーサンス」を展示。
- プレイランド「EXPO親子ふれ愛ランド」 - 約4,000平米、運営はマリンパーク浅虫に委託。
  - 大型遊具：観覧車、フライングカーペット、テレコンバット、メリーゴーランド、スカイシップ、バルーンサイクル
  - ファンハウス：忍者屋敷、スリラーマンション、ゲームコーナー、カーニバルプラザ、ライフルシューティング
  - キティランド：ニューSR-2、フアフアメルヘンランド、メルヘンボックス、バッテリーカー、ミニSL
  - その他施設：土産売店、軽食売店
- みちのくマリーンステージ
- 青函連絡船「八甲田丸」
  - アマチュア無線コーナー - 8J78XPOのコールサインで特別記念局を設置しコンピューター通信・テレビ通信なども行い期間中22,187局と交信。
  - 国際協力コーナー - 世界の写真パネルや民芸品の展示、バングラデシュ民芸品のチャリティ販売、キャプテンシステムによるクイズ、青年海外協力隊などを紹介するビデオ上映、アジアやアフリカの民族料理試食会などを展開。
  - 海上レストラン「サントリー・ビア・オアシス」
  - 東部アルビ 健康相談コーナー
  - グッズショップ
  - ハッピーワールドマーケット
  - 操舵室公開
- 遮光器土偶オブジェ
- 現代野外彫刻展

### 主なイベント（青森EXPO）
イベントホール
- 見よう聞こう楽しもうふるさと自慢 - 青森県内各市町村のPRと伝統芸能を展開。
- EXPO'88吉幾三ビッグショー（7月9日-10日）
- 伊奈かっぺいにぎやかなひとりごと（7月9日-10日）
- NHK公開番組 加山雄三ショー（7月12日）
- NHK公開番組 第3回NHK東北民謡紅白歌合戦（7月14日）
- 石川秀美サマーライブ（7月15日）
- 新仮面ライダーショー（7月15日）
- 旅情を歌う!芹洋子ショー（7月17日）
- 芸能山城組エスニックパフォーマンス（7月21日-22日）
- 大塚製薬 小比類巻かほるサマースーパーライブ（7月23日）
- 熱唱!石川さゆりショー（7月24日）
- 青函博お楽しみバラエティー（7月25日 エド山口、B&B）
- 太平洋米空軍音楽隊コンサート（7月26日-27日）
- MINAKO with Wild Cat's（7月28日 本田美奈子）
- 超獣戦隊ライブマンショー（7月31日）
- アメリカンドリームジャズオールスターズ（7月31日 ロン・カーター、杉村実とスウィングキャッツ、ベニー・ゴルソン）
- 津軽三味線100人大合奏（8月3日 中山英二）
- 榊原光裕ピアノコンサート（8月4日）
- 兼松通商・河合楽器 ピアノ贈呈式・ピアノ108台大合奏（8月6日）
- フレッシュアイドルインEXPO'88（8月7日）
- こども劇場スペシャル「ヘンゼルとグレーテル」（8月8日 木馬座）
- 第一勧業銀行 第1253回関東・中部・東北自治宝くじ抽選会（8月10日 芹洋子、おぼん・こぼん）
- 中里アキ子コンサート（8月10日）
- 航空自衛隊北部航空音楽隊演奏会（8月11日）
- 海上自衛隊大湊音楽隊演奏会（8月12日）
- 青函博劇場 つがる活動劇画「サウス・オブ・チャネル」（8月13日 伊奈かっぺい、劇団雪の会）
- 青森牛乳普及協会 あおもりミルクフェア（8月17日 伊奈かっぺい、森田公一）
- NHKラジオ公開番組 NHKふるさと歌謡パレード（8月18日）
- NTTトークの日・岐阜放送公開番組「遠くの岐阜とトーク」（8月19日 司会・伊奈かっぺい 山内善郎青森県副知事、梶原拓岐阜県副知事等 ぎふ中部未来博とのテレビ対談中継）
- FM青森公開番組 開局1周年記念特別番組「三浦雄也のポップ・ナウ」シング&トークスペシャル（8月20日 松野こうき、谷山浩子）[3]
- 日野皓正&三大ドラム合戦（8月24日 日野皓正、ジョージ川口、エルヴィン・ジョーンズ、日野元彦）
- ATV公開番組 クボタ民謡お国めぐり（8月28日）
- RAB公開番組 第11回日本民謡大賞青森県大会（9月2日）
- 「愛してます青森」アイ・ジョージコンサート（9月3日）
- ヤングスーパーアイドル（9月4日 大西結花、島田奈美）
- 青函博に歌う門脇陸男（9月4日）
- 全日本漬物協同組合連合会 全国つけものフェスティバル・さとう宗幸ふれあいコンサート（9月6日）
- エキサイティングライブ（9月10日 Bleuw、川越美和）
- などわの会 喜劇バラエティ「さよなら連絡船」（9月12-13日 じん弘、菅原都々子、福士りつ等）
- 青森銀行 あおぎんファイナルコンサート（9月14日 司会：伊奈かっぺい 中村八大、タイム・ファイブ、佐賀ユキ、山上進）
- 角弘 海峡をつなぐカクヒロ（9月15日 じん弘劇団）
- 東北北部3県警察音楽隊演奏会（9月17日 青森県・秋田県・岩手県警察音楽隊）
- みちのく銀行チャリティコンサート 藤沢嵐子タンゴの夕べ（9月17日 池田光夫とロス・アミーゴス、近藤英一、藤沢嵐子）
- 津軽三味線100人大合奏（9月19日）

マリーンステージ
海に親しみ休憩しながら楽しむ、団体・個人・サークル自ら企画する自主イベントを中心としたステージ。
- シャコちゃんズショー - 博覧会キャンペーンガールユニット「シャコちゃんズ」によるステージ、7月20・21日を除き毎日開催。
- みちのく歌謡ショー - 民謡ステージをほぼ毎日開催。
- 相川恵里コンサート（7月10日）
- 中里アキ子ミニコンサート（8月8日・10日）
- 三浦弘とハニーシックスミニコンサート（8月31日）
- 門脇陸男歌謡ショー（9月4日）

なつかしの名画劇場上映作品
- 海峡（7月9日 - 15日）
- 男はつらいよ 寅次郎相合い傘（7月16日 - 22日）
- 青い山脈 1949年版（7月23日-26日）
- 宇宙戦艦ヤマト（7月27日-31日）
- 椿三十郎（8月1日-5日）
- 俺は田舎のプレスリー（8月6日-10日）
- 飢餓海峡（8月11日-15日）
- 植村直己物語（8月16日-20日）
- 彫る 棟方志功の世界・走れメロス（8月21日-24日）
- 忍ぶ川（8月25日-29日）
- 砂の器（8月30日-9月3日）
- 生きる（9月4日-9日）
- 八甲田山（9月10日-18日）

その他
- 富士写真フイルム 熱気球係留フライト（7月9日-11日・15日-17日）
- 第1回青函カップヨットレース（7月22日-24日）
- 松木屋カップジェットスキー大会（7月30日）
- 自衛艦「ゆうべつ」「いしかり」（8月1日入港・2日公開）
- 巡視船「ざおう」（8月4日入港・5日体験航海）
- シャープ「コロンブス号」入港（8月10日）
- 青函こどもサミット（8月11日 八甲田丸多目的ホール 司会・伊奈かっぺい）
- イベント列車「アメリカントレイン」（8月12日-18日 青森駅）
- フジカラー ミス・インターナショナル ミス・ワールド大撮影会（8月14日）
- RAB 24時間テレビ「愛は地球を救う」（8月27日 五月みどり、伊奈かっぺい等）
- 現代野外彫刻展表彰式（9月1日）
- 南極観測船「しらせ」一般公開（9月6日-8日）
- 青森文化フォーラム'88（9月9日 青森市文化会館 草柳大蔵、多田美波等）

### 沿革（青森EXPO）
- 1981年1月5日 - 青森県知事の年頭記者会見にて青函トンネル開業に際し博覧会を中心とした記念事業の推進を公表。
- 1982年
  - 3月26日 - 青函トンネル開通記念博覧会実行委員会設立。
  - 4月1日 - 青森県・青森市が職員を派遣し博覧会事務局設置。
  - 6月25日 - 第一回幹事会開催。
  - 10月26日 - 基本構想を了承、開催時期を1985年夏とした。
- 1983年
  - 3月 - 基本計画書案を作成。
  - 4月 - 青函トンネル建設の遅延を踏まえ、事務局の体制を縮小。
- 1984年4月 - 事務局を兼務職員のみとする。
- 1986年
  - 4月 - 事務局を再開、函館市との共同開催を前提とした調整を開始。
  - 7月2日 - 基本計画案決定。
  - 7月10日 - シンボルマーク・マスコット決定。
  - 9月 - 会場レイアウトを決定、出店要請を開始。
  - 12月3日 - マスコット愛称決定。
- 1987年
  - 4月7日 - 開催宣言式実施。
  - 7月9日 - 前売り券発売。
  - 10月16日 - 起工式実施。
- 1988年
  - 1月6日 - 出展企業決定式・第一回出店者会議実施。
  - 3月31日 - 善知鳥神社にて成功祈願祭実施。
  - 5月20日 - 総決起大会実施。
  - 6月3日 - 青函連絡船アンコール運航出航式実施。
  - 6月23日 - 青函連絡船八甲田丸が会場に接岸、出展企業数最終決定で23社・団体となる。
  - 7月6日 -　プレスプレビュー実施。
  - 7月8日 - 開催記念式典実施。青い森公園からアスパムまでの市内パレードの後、エアドーム内イベント広場にて常陸宮夫妻、県選出国会議員、市町村長、一般招待者ら1500名が出席し開催。弘前市立城東小学校マーチングバンド、青森山田高校ブラスバンド、千葉学園高校バトントワリングとファンファーレの後工藤青森市長の開会宣言、北村県知事の挨拶、青森東高校混声合唱団によるテーマ曲合唱、国会議員代表木村守男衆院議員・出展企業代表木下藤次郎東北電力副社長の祝辞、津軽三味線100人大合奏、常陸宮夫妻退場の後出展企業コンパニオンの登壇とシャコちゃんバルーンの浮上を行った。また中野轍自郎事務局長による函館EXPO総裁横路北海道知事メッセージの披露も行われた。
  - 7月9日 - 開会式。9時15分より常陸宮夫妻、石原慎太郎運輸大臣らが来場し常陸宮正仁親王のお言葉、北村県知事の挨拶、石原運輸大臣の祝辞、青森市荒川・安田保育園マーチングパレード、陸上自衛隊音楽隊のファンファーレ、善知鳥神社の神輿運行、風船6千個打ち上げ、そして中野事務局長、水木敏之マスコットデザイナー、豊田年郎電通常務取締役、川崎嘉保青森県町村会長・五戸町長、沼田青森商工会議所会頭、木村守男衆院議員、北村県知事、青森市内の男女児童各1名、常陸宮夫妻、石原運輸大臣、工藤青森市長、原田青森県議会議長、溝江新生テーマ曲作詞者、秋山皐二郎青森県市長会長・八戸市長、木下東北電力副社長、秋山智弘総合プロデューサーによるテープカットを行った。
  - 7月17日 - 入場者10万人達成。
  - 7月25日 - 夜間営業開始、21時まで延長。
  - 8月4日 - 眞野あずさ、金沢碧が来訪。
  - 8月7日 - 入場者50万人達成。
  - 8月26日 - 鳴戸親方が来訪。
  - 8月28日 - 入場者100万人達成。
  - 9月16日 - 入場者140万人達成。
  - 9月18日 - 閉会式。青森山田高校吹奏楽部によるテーマ曲演奏、北村県知事の挨拶、原田県議会議長・竹中修一衆院議員の祝辞、知事から出展企業・施工者代表への感謝状贈呈、木下東北電力副社長のお礼、知事からコンパニオン代表・ミス青函博代表から知事への花束贈呈、工藤青森市長の閉会宣言を行った。その後役員やコンパニオン一同の場内パレードの後、ペンライトで来場者を見送り八甲田丸の汽笛とともに18時に閉門、147発の花火を打ち上げた後イベントホールにて慰労パーティを行った。
  - 9月25日 - 内装撤去終了。
  - 9月22日 - 八甲田丸離岸。
  - 12月1日 - 同日時点での仮決算で収入33億9605万円・支出31億7846万円で約2億1700万円の黒字とした。

### アクセス（青森EXPO）
- 堤・沖館・荒川・合浦（7月25日以降）の市内4箇所に合計6,600台の一般駐車場と浦町・佃の2箇所に合計150台の団体バス専用駐車場を整備、駐車料金は自家用車500円・バス1000円。一般駐車場にはセンサーとコンピューターで収容台数を計測する駐車場管理システムを導入し、駐車場情報はキャプテンシステムやテレホンサービスで一般利用者に提供された。
- 各駐車場から会場まで無料シャトルバスを運行、青森市営バスが堤駐車場、弘南バス・南部バスが沖舘駐車場、JRバス東北が荒川駐車場、十和田観光電鉄・下北交通が合浦駐車場を受け持った。
- 下北汽船が1日あたり荒川駐車場に12便、沖館駐車場に11便、浅虫温泉に4便のシャトル船を運行したが、7月末まで天候不順による欠航が相次ぎ利用者は予想を下回った。
- JR東日本が往復乗車券・自由席特急券をセットとした「青森博往復割引きっぷ」や往復乗車券のみの割引きっぷ「青森博往復割引乗車券」を発行、また記念入場券やオレンジカードも発売。

## 函館EXPO
- 主催：青函トンネル開通記念博覧会実行委員会（北海道、函館市、函館商工会議所）
- 後援：総理府、外務省、文部省、厚生省、農林水産省、通商産業省、運輸省、郵政省、建設省、自治省、北海道開発庁、経済企画庁、科学技術庁、環境庁、国土庁、日本道路公団、日本鉄道建設公団、全国知事会、全国市長会、全国町村会、全国都道府県議会議長会、全国市議会議長会、全国帳審議会議長会、在日アメリカ・ソビエト・フランス・オランダ・カナダ大使館、北海道市長会、北海道町村会、北海道市議会議長会、北海道町村議会議長会、北海道旅客鉄道、日本商工会議所、経済団体連合会、経済同友会、日本経営者団体連盟、日本青年会議所、日本観光協会、特定船舶製造業安定事業協会、日本造船工業会、日本自転車振興会、日本船舶振興会、北海道経済連合会、北海道商工会議所連合会、北海道商工会連合会、北海道経済同友会、北海道経営者協会、北海道中小企業団体中央会、北海道観光連盟、北海道観光誘致宣伝協議会、北海道消費者協会、北海道農業協同組合中央会、ホクレン農業協同組合連合会、北海道信用農業協同組合連合会、北海道共済農業組合連合会、北海道厚生農業協同組合連合会、北海道漁業協同組合連合会、北海道指導漁業協同組合、北海道信用漁業協同組合連合会、北海道漁業共済組合、北海道漁業信用基金協会、日本青年会議所北海道地区協議会、北海道建設業協会、北海道新幹線建設促進期成会、北海道新幹線建設促進道南地方期成会、青函トンネル建設期成会、北海道テクノポリス建設促進協議会、日本航空、全日本空輸、日本エアシステム、エアーニッポン、日本交通公社、近畿日本ツーリスト、日本旅行、北方圏センター、北海道商工指導センター、名鉄観光サービス、東急観光、日本通運、全国農協観光協会、北海道バス協会、東日本フェリー、青函フェリー、朝日新聞社、読売新聞社、毎日新聞社、サンケイ新聞社、日本経済新聞社、共同通信社、時事通信社、北海道新聞社、北海タイムス社、全国朝日放送、日本テレビ放送網、フジテレビジョン、東京放送、札幌テレビ放送、北海道テレビ放送、北海道文化放送、北海道放送、エフエム北海道
- 会場
  - 主会場：函館市弁天町 旧函館ドック函館造船所周辺（約14ヘクタール 現：函館市国際水産・海洋総合研究センター付近）
  - パンダ展示会場：函館市赤川町 笹流ダム周辺（約1.4ヘクタール）
- 来場者数：延べ1,465,003人（有料入場者1,371,910人）
  - 主会場：1,204,611人(目標150万人・有料入場者1,114,825人）
  - パンダ展示会場：260,392人（目標60万人・有料入場者257,085人）
- 開場時間：9:30 - 17:30（7月24日-8月21日は19:30までに延長）
- サブテーマ：「青函新時代への出発（たびだち）-心をつなぐ道」「未来を拓く科学技術-創造への道」「今、日本は一つ-交流への道」
- シンボルマーク：青函トンネルとサブテーマを象徴する黒い円形に人間の英知の緑・人の情熱の赤・最新の科学技術の青の伸びやかなラインを差し込んだ。
- マスコット：かんちゃん - 若いカモメをモチーフに、翼を広げ未来へと羽ばたくイメージとした。
- テーマソング：森田公一「青い道」（作詞：伊藤アキラ 作曲：森田公一 コーラス：フィーリング・フリー 演奏：新音楽協会） - トロピカルで若々しいサウンドと独特の節回しで、青函トンネルがもたらす輝かしい未来と新しい交流を高らかに歌った。
- 主会場入場料
  - 前売・団体：大人1600円・高校生1200円・小中学生800円・幼児200円
  - 当日普通券：大人2000円・高校生1500円・小中学生1000円・幼児300円
  - 夜間割引入場券：大人1000円・高校生800円・小中学生500円・幼児200円
  - 学校行事団体：高校生800円・小中学生500円・幼児200円
  - 身体障害者とその介護者1名は「特別割引入場券」として当日普通券の半額、団体は25人以上、夜間割引は7月24日-8月21日17時以降入場時に適用。
  - 前売券には抽選券が付属しハガキでの応募を受付け、ハワイ旅行、沖縄旅行、カメラ、布団、菓子などの賞品がプレゼントされた。
- パンダ会場入場料
  - 主会場前売券持参時：大人（中学生以上）一般700円・団体600円、小人（3歳以上）一300円・団体250円
  - 主会場当日券持参時：大人一般900円・団体800円、小人一般450円・団体400円
  - 主会場入場券未持参時：大人一般1200円・団体1100円、小人一般600円・団体550円
  - 身障者は「特別割引」として一般料金の半額、団体は25人以上に適用。
- 役員
  - 最高顧問：綿貫民輔（1987年2月2日-11月5日）、粕谷茂（1987年11月6日-）いずれも北海道開発庁長官
  - 総裁：横路孝弘（北海道知事）
  - 副総裁：木戸浦隆一（函館市長）、川田寛（函館商工会議所会頭）、吉田政一（1986年7月29日-1987年5月14日）/藤井猛（1987年5月14日- いずれも北海道議会議長）、出町国義（函館市議会議長）
  - 実行委員長：木戸浦隆一
  - 実行副委員長：川田寛、安井悟（函館市助役）
  - 事務局長：平原康宏

### パビリオン・施設（函館EXPO）
エキスパレス
函館どつく旧船体工場を利用した展示場。天井には空間装飾として海をイメージした津軽海峡の魚のオブジェ・漁網・照明演出、空をイメージした色とりどりの凧を吊り下げた。
- 主催者展示
  - 青函トンネル館 - 先進導坑をモチーフとした2つのトンネルの入口から入り実物の建設機械や模型、6面スクリーンによる映像上映などで建設の過程を紹介し出口にはトンネルの実物大模型としてED75のナンバーを塗り替えた「ED79 88」と通路に新幹線に対応した三線軌条構造の軌道を展示。
  - 2001年交通システム館 - 縦8.5m・横15.5mの未来の都市交通を描いたジオラマ模型、JR北海道提供のリニアモーターカー模型、宇宙開発事業団提供の資料による日本の宇宙開発の紹介、3台のモニターテレビによる交通の未来像の映像を展開した。
  - 道南歴史館 - 道南地域渡島・檜山管内27市町村の縄文時代以来からの歴史解説や歴史文化財を展示。北海道の古地図や北前船「長者丸」の模型を出入り口に据え、「眠りを覚ました縄文土器」「海の豪族と道南12館」「最北の城下町・松前」「黒船の贈り物・YES&NO」「幕末のハイテク・箱館戦争」「明治期の開拓」「北の祈りと装い」の8テーマで構成した。
  - みんなのギャラリー - 「みんなで創る青函博」を具現化するべく、道南地域の文化サークルから寄せられた美術品や手芸などを展示。期間中計22団体が出展し、全期間に渡り函館市茶道連盟・煎茶道連盟による茶席も開かれた。
  - テーマシアター「Touching the future 未来へとどけ」 - 東宝映像美術による70mm大型映像システム「ジャパックス」を用い、縦20m・横26mのスクリーンに道南の子供たちの表情や四季折々の情景を通じて青函圏の未来や人々の喜びや希望を描く15分間の映像詩を上映。
  - 立体映像館「人間と鉄-この永遠なるもの」 - 日本鉄鋼連盟協賛による、宇宙から飛来した鉄のシンボルとの出会いの過去から未来のスペースコロニーへ至る鉄と人間の関わりを描く立体映画。
  - ルート27 - 道南27市町村をアピールすべく、道南地方の大型地図を中心に各市町村のポスター展示、パンフレット配布を実施し休憩用ベンチも配された。
  - 北海道新聞社「北からの贈りもの館」 - 道内162市町村の特産品を3ジャンルに分け紹介、また一村一品運動の広がりを表す高さ20mの樹木型のオブジェ、伊藤英二らによる森の精「木夢」と動物たちの四季を描いた木製クラフトの展示「メルヘンウッドステージ・木夢の島」[4]、特産品販売や休憩所も併設。
- 企業単独館
  - 北海道郵政局「ふれあい郵トピア 明日の郵便局」 - ポストカード作成コーナー、オリジナル貯金箱作成コーナー、郵政事業紹介、パソコンゲームコーナー、ベース・バグパイプ・ドラム・シンセギター・キーボードによる5体のコンピューターバンドロボットを展示。
  - はこだて海洋産業館 - 函館特産のイカを中心に水揚げから食品加工や食卓まで、または化学製品への加工までをグローバルな視点でとらえ函館の水産業や海洋産業を紹介。実物のイカ漁船を中心に据えイカの回遊を観察できる水槽などを配した。
  - 三菱パビリオン - パリ・ダカールラリー準優勝のパジェロ実車やラリー時の映像や写真、アドバンストカーやカーナビゲーション、H-IIロケット模型などを紹介。
- 情報・科学技術ゾーン
  - クボタHu-Tech館 - 童話ぬいぐるみ人形劇「赤ずきん」「ジャックと豆の木」「三匹のこぶた」の立体映像を上映する94席のシアター。
  - 日立インターフェイスシアター - 29インチモニター48台によるマルチビジョンで動物のしぐさと音楽を同調させた「動物たちの音楽会」を上映。
  - TOSHIBA館 - 立体映像スペースファンタジー「夢幻伝説 聖戦士ダイスケ」を上映する68席のシアターや、超小型カメラ・衛星放送・マルチ映像を紹介するメディア・アイ、東芝CMタレントとのコンピューター相性診断を行う「ときめきLOVEチャンス」を展開。
  - National/Panasonic青函トンネルQ&Aスクエア - 光ディスクとパソコンで青函トンネルに関するクイズを出題する「青函トンネルものしりQ&A」、MSX2パナソニックA1によるパソコンゲームを紹介する「パナソニックA1ゲームコーナー」、43インチテレビVIP43と衛星アンテナ各種を展示する「衛星放送コーナー」を展開。
  - NTTひっぱりランド - ロボットによる会場案内や自動車電話・携帯電話、函館市内の映像を映し出すテレコントロール望遠鏡、キャプテンシステムなど通信情報技術を紹介する展示エリア、光ファイバーとコンピューターで青森EXPOと繋ぎ綱引きゲームを行う綱引きコーナーを展開。函館側は170戦84勝となった。
  - NECパルコムランド - 最新パソコンとAVプロジェクターで5人ずつ2チームに別れ奈良時代から明治時代までの歴史に関するクイズやゲームで対決する「C&Cパラレルシアター」、ゲーム機に触れて楽しむ「PCエンジンコーナー」、衛星放送システムを紹介する「パラボーラコーナー」を展開。
  - 富士通・富士電機「F-F遊ランド」　 - 市販ソフトやオリジナルソフトによるゲームやFM音声を使ったイントロクイズ・音楽神経衰弱・漢字を組み合わせる漢字辞典ゲームといったパソコンゲームを紹介する富士通スペース、データキャリアシステム「FAMDAS」を用いてボールに氏名・生年月日・電話番号を登録し来場記念プレートへの刻印や占い・ジュースをプレゼントするルーレットゲーム・もぐらたたきゲームを展開する富士電機ブースで構成。
  - HOXANサンシャインパレス - オーストラリア横断レースを完走したソーラーカー実物、太陽電池を動力とした鉄道模型レイアウト、ランタンやラジオなどの太陽電池応用製品の紹介、太陽電池技術のVTR紹介を展開した。
- 交通ゾーン
  - ゾーン539・JR館 - ED79機関車を模した外観で運転室からの映像を上映するシアター「青函トンネル走行体験コーナー」、函館・青函トンネル・札幌周辺を再現したレイアウトに北斗星・海峡やイベント列車の鉄道模型を走らせた「JR青函鉄道ジオラマ」、リニアモーターカーの紹介やパソコン鉄道クイズ、函館山の夜景を背景とした記念撮影コーナーを展開。
  - 日産グループ館 - ミッドシップ4WDコンセプトカー「MID4」「Judo」を中心に据え陸別町の耐寒テストコースも紹介した。
  - JALグループパビリオン - ボーイング747-300の10分の1模型を中心に世界各地への所要時間を記したワールドマップやリニアモーターカーHSST模型・パネル紹介を展示。
  - 日本自転車普及協会「CYCLE PLAZA」 - 日本自転車文化センターのコレクションから選びぬかれた歴史的な自転車や世界自転車選手権プロスプリント10連覇の中野浩一の愛用自転車の展示、ツール・ド・北海道のVTRを展開した。
  - 青函アクセス夢21 - 函館地方法人会青年会・函館青年会議所・道南建設二世会・建設2-1会・函館測量設計業協会・函館建設業協会の共同館。北前船の時代から青函トンネル開業までの歴史を紹介するタイムトンネル、青函圏の新時代の交通を提案する「青函圏リングネットワーク」大型地図、函館港の再開発を取り上げる「ポートルネッサンス」、カートレイン、自動車トンネル断面図などといった未来への提言を展開する。
  - 三菱自動車館 - 国産第一号バスふそうB46型と函館の古い町並みのパネル、ギャラン2000 DOHCインタークーラーターボVR-4、ランサー1600GSR-RS、1972年サザンクロスラリーを制したギャラン16L、1974年東アフリカサファリラリーを制したランサー1600GRといった実車やラリーの写真パネルを展示。
- 生活環境・文化ゾーン
  - 北海道ガス「瓦斯灯広場GAS LIGHT SQUARE」 - 出入り口に実物のガス灯を据え、内部には全国各地のガス灯のある街並みの写真パネルや3面スクリーン映像、ガス灯点灯ゲーム、挨拶・似顔絵など5台のロボットを配した「ふれあいロボランド」、上下逆にキッチン用品が配置された記念写真スポット「さかさまキッチン」を展開。
  - タクマ生活環境エネルギー館 - キャラクターロボット「タクマ博士」によるごみ処理と再利用の解説やごみ処理プラントの第一号機と最新型の模型を交えた新旧比較、パソコンによるゴミに関する問題を出題するQ&Aコーナーを展開。
  - 日本たばこスポーツプラザ - アメリカ西海岸のビーチハウスをイメージし、星野一義のF-3000キャビンレーシングカーを中心にハンググライダー・ウィンドサーフィンの展示や、1辺45cmのサイコロ9個のキューブマルチパズルゲームを展開。
  - JRA函館競馬場「グリーンプラザ」 - 中央競馬メモリアルホールや馬の博物館の収蔵品から馬具やユニフォームの展示、名馬のブロンズ像、子供向けの馬のおもちゃや馬と同じ高さの滑り台を設置したプレイコーナー、函館競馬場の紹介や三菱電機の大型カラービジョンSPECTUS-IIによる競馬映像の上映等を展開。
  - ニッカウヰスキー館 - キルン塔を据えたウイスキー工場の雰囲気をイメージし覗き窓付きのウイスキー貯蔵樽や試飲コーナー、博覧会記念マスコットボトルウイスキーの販売を展開。
  - 世界・食の祭典「ワールド・キャンディ・マジック」 - イギリス・フランス・オランダ・カナダ・ソビエト・アメリカ・中国の世界7ヶ国の名所に因んだフィールドアスレチックゲームを展開、一回300円で全ゲームを巡り終えスタンプを揃えると外国製の菓子がプレゼントされる。
  - ホクレンおいしさ館 - バイオテクノロジーをアピールするポマトの木、野菜や小動物の人形が北海道の農業をミュージカル形式で紹介するオブジェ「おいしさコミュニケーション」、牛乳やカフェオレを即売する「ミルクハウス」を展開。
  - サウンドコミュニケーションヤマハ - 自動演奏ピアノ「ヤマハピアノプレーヤ」、クラビノーバ、ショルダーキーボード、ウインド・ギターMIDIコントローラーなどのデジタル楽器などの先端技術を生かした楽器で音の総合メーカーから先端技術産業への脱皮をPR、ミニコンサートの開催や子供向けの木製遊具も配置された。
  - 健康器具&ペリカンコーナー - 東部アルビ・マルビシ・キューアルの最新健康器具の体験と、日本通運ペリカン便による土産品発送受付カウンターを展開。
- その他
  - ハリファックス市館 - 飛び出す絵本をイメージした立体的な市街地のイラストパネルを中心に据え写真パネルと合わせ世界貿易センター（en）、オールドタウンクロック（en）、シタデルヒル（en）の星型要塞といったハリファックスの名所・名物紹介、リーフレット配布やVTR上映を実施。
  - 青森EXPO'88コーナー - ポスターやチラシ、マスコット「シャコちゃん」のロボットを配置し青森会場「青森EXPO'88」のPRを行う。
  - 東急エージェンシー「スペース・ギャラクシー」 - こと座の惑星で遭難したスペースシップを探し出すことを目標に、「ダーク・サーキット」「ミッシング・ゾーン」「はずみの海」「ノヴァ・シューティング」の4つのゲームを盛り込みSFの雰囲気を施した室内プレイランド。またリコーのカラーコピーによるTシャツプリント販売やNASA・NASDAの宇宙関連グッズを販売する「ギャラクシーショップ」も展開。
- 営業施設
  - ワールドバザール - 函館市内41・道内18・道外28・国外9件の業者が出店し軽食や飲料を扱う「飲食売店」、世界各国の商品を集めた「ワールドコーナー」、子供向けの「文具・ゲーム・キャラクターコーナー」、大人向けの「宝石・ファッション・インテリアコーナー」、道南各地の工芸品や銘菓などを集めた「工芸品・郷土みやげ品コーナー」、道南の水産業を象徴する「珍味加工品コーナー」の6コーナーを設置、また中国物産コーナーも併設された。
  - レストラン「キリン・ビア・レストラン五島軒」「アサヒ・ビア・コースト」「サントリー・ビア・オアシス」「レストラン・カールレイモン」「UCC・cafe・plaza」「MISUZU」
  - 実行委員会売店

アミューズメント・ランド
エイトレジャー物産、泉陽興業が共同運営。
- キャメルコースター - 全長570m・6人乗り8両編成・最高時速60km。
- フライングカーペット - 外柵11m×14m・全高11.5m・4人乗り10列
- スーパースイング - 外径26m・全高7m・2人乗りゴンドラ20台
- 大観覧車 - 全高65m・6人乗りゴンドラ40台。
- ドラゴンコースター - 外柵20m×26m・4人乗り5両編成・時速25kmの小型コースター。
- サイクルモノレール - 全長290m・2人乗りゴンドラ25台・レール高さ3m。
- サイクルコースター - 全長192m・2人乗り懸垂式ゴンドラ10台・レール高さ地上4.5m
- サファリペット - 2人乗り5台・柵外径16台。
- ファンハウス - 10場面の和風お化け屋敷。
- ダウンタウン - 射撃などのゲーム場。
- ピーターパン - 手漕ぎ式の回転遊具、4人乗りゴンドラ4台。
- 豆汽車 - 全長250m・6人乗り5両編成。
- アストロライナー - ロケット模型遊具、定員28名。
- スリラー館 - 洋風お化け屋敷。
- ミラーハウス - 2面鏡の通路を歩かせる。
- 体験迷路 - 20m×50mの大型迷路。
- ゴーカート - 全長350m・カート1人乗り15台と2人乗り10台。
- バッテリーカー - 車両30台・時速2km・エリア15m×20m。
- プレイハウス - 小型乗り物とゲームのコーナー。
- カーニバルコーナー - 輪投げ・射的・バスケットボールを展開、プレイハウスに内に併設。
- 銀河鉄道 - 4人乗り2編成の幼児用豆汽車。
- ふわふわトランポリン - 直径6mのエア遊具。

その他
- お祭り広場
- シーサイドスクエア
  - レストラン「サッポロ・ビアレストラン・ライオン」「SNOW BRAND SHOP」「伊勢屋」「コカ・コーラさわやかひろば」
  - 実行委員会売店（3箇所）
  - レストコーナー
  - シーサイドステージ
- 味のグルメストリート
- マリンステージ - 会場沿岸の海域を設定、船舶一般公開や水上スキーショーを展開。

屋外展示
- 青函連絡船「摩周丸」

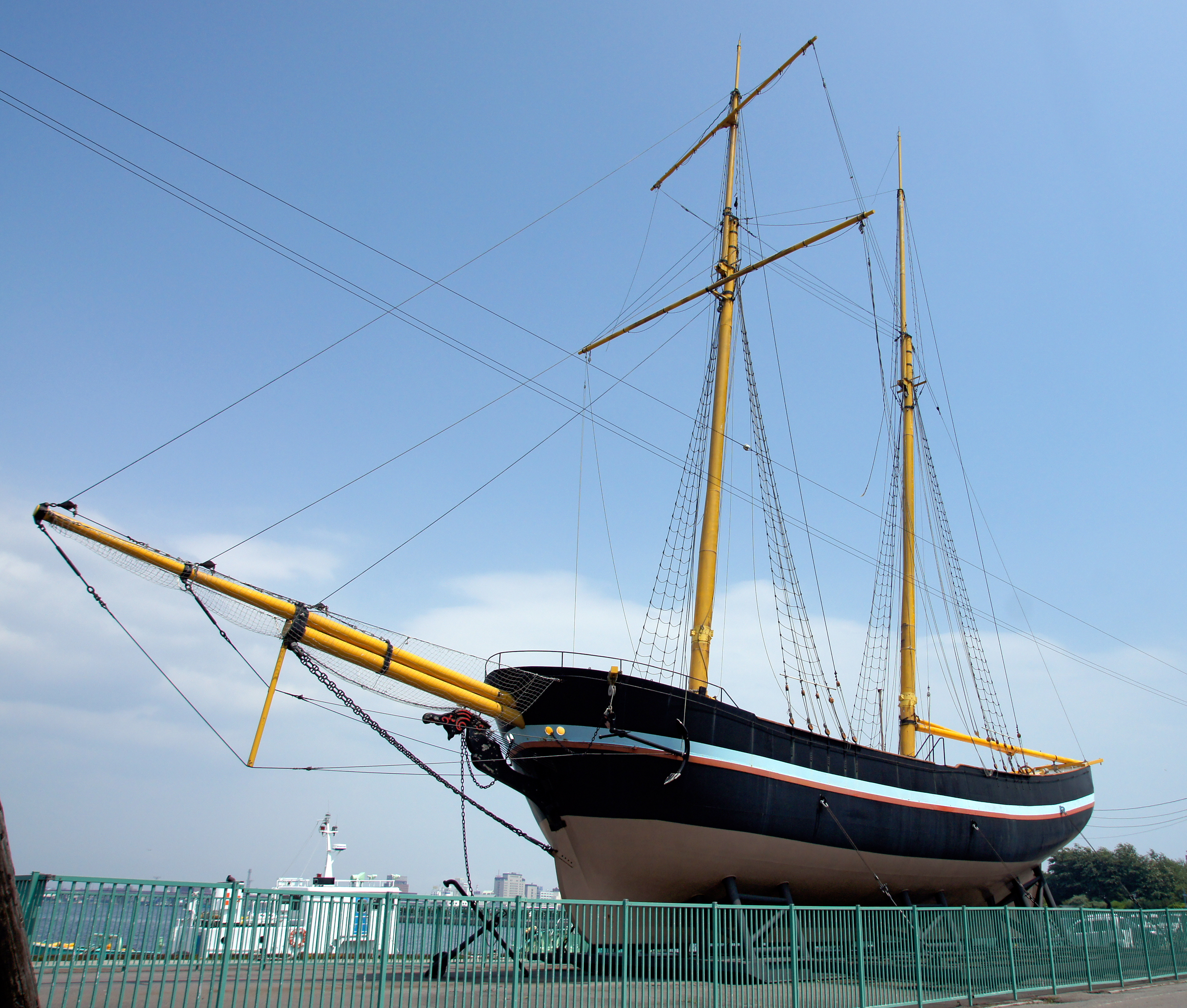
箱館丸（復元）

  - 函館EXPO'88アマチュア無線局 - コールサイン8J8XPOで10台の無線機を用い、期間中海外743局を含む20,078局との交信を行った。
  - その他船舶模型展示、ブリッジ公開、休憩所開放に使用。
- 洋式帆船「箱館丸」（復元） - 純国産第1号の洋式帆船として説明されたが、実際には「鳳凰丸」や「昇平丸」が先行している。
- レゴ・ガリバーランド - 東日本フェリー、富士写真フイルム、コダック・ナガセ北海道の協賛によるレゴブロックを用いた展示。青函トンネルの模型やプレイコーナーを設けた屋内展示、北海道の建物や池に浮かぶフェリーを設けた屋外庭園で構成。

パンダ展示会場
準備段階で中国側から「山間部に生息するパンダにとって潮風の吹くメイン会場での展示は最大のネックとなる」と要望があり、内陸部での別展示を行った。
- パンダ館 - ジャイアントパンダ雌雄2頭の辰辰（シンシン）・慶慶（ケイケイ）を展示。
- 中国物産館
- 中国と函館交流展示館
- 実行委員会売店・食堂

### 主なイベント（函館EXPO）
カッコ内は主な出演者。
ステージイベント
- 石川秀美オープニングコンサート（7月9日）
- 海上自衛隊東京音楽隊コンサート（7月9日）
- 石川秀美ライブ・コンサート（7月10日）
- NHKひるの歌謡曲（7月14日 村田英雄、牧村三枝子、尾形大作、神野美伽）
- 歌謡パレード'88（7月15日 八代亜紀、由紀さおり、新沼謙治、三沢あけみ、山本譲二、瀬川瑛子、吉幾三）
- STVラジオ公開録音 日高晤郎Summer Special（7月17日 菅原洋一、深尾桜）
- 上海バンスキング ジャズコンサート（7月19日 吉田日出子等）
- アサヒビール HOKKAIDOマリンフェスティバルin HAKODATE（7月23日 世良公則・24日マルタ）
- スーパーウォータースキーショー（7月24日-30日 海上マリンステージ ザ・サイプレスガーデンズ）
- UHB 浅香唯フレッシュサマーコンサート（7月25日）
- 世界・食の祭典 夢のBIGマジックショー（7月28日-30日 バーディー・コヤマとマジックシャトーズ）
- 松原のぶえショー（7月29日）
- 佐々木基晴民謡連合ショー（7月31日）
- STV とんねるず「笑いと共に」（8月1日）
- 鳥羽一郎・原田悠里ジョイントコンサート（8月2日）
- 山本譲二・ややコンサート（8月11日）
- FM北海道 ROCK IN HOKKAIDO（8月13日 レッドウォーリアーズ、ザ・ハート）
- KDDテレコムキャラバン（8月13日-16日 8月14日のみ冴木杏奈）
- 佐々木基晴民謡舞踊ショー（8月14日）
- HBCラジオ C・C・Bエキサイティングライブ（8月16日）
- HBCテレビ 大沢誉志幸サマーライブ（8月17日）
- 松本伊代コンサート（8月24日）
- HTB 本田美奈子エキサイティングコンサート（8月27日）
- HTB カルロス・トシキ andオメガトライブコンサート（9月3日）
- NHK FMリクエストアワー公開放送（9月4日）
- 明治大学マンドリン倶楽部演奏会（9月5日）
- サントリーブランデーVSOPボトルカー試飲会（9月10日-11日）
- 第3回かもめーる抽選会（9月15日 山本譲二）
- UHB 鈴木聖美アンドラッツアンドスターコンサート（9月17日）
- 陸上自衛隊中央音楽隊コンサート（9月18日）

寄港船一般公開
- 海上保安庁 巡視船「りしり」（7月9日）
- 海上保安学校 練習船「いさず」（7月13日）
- 海洋科学技術センター 潜水調査船「しんかい2000」「なつしま」（7月17日）
- 東日本フェリー「ばるな」（8月1日）
- 運輸省 練習船「青雲丸」（8月6日-7日）
- 客船「新さくら丸」（8月9日 万代埠頭）
- 函館海洋気象台 気象観測船「高風丸」（8月11日-12日）
- 函館海上保安部 巡視船「つがる」（8月13日-15日）
- 小樽海上保安部 巡視船「えさん」（8月18日）
- 海上保安庁 航路標識船「つしま」（8月29-30日）
- 客船「ロイヤルバイキングスター」（9月2日 万代埠頭）
- 南極観測船「しらせ」（9月3-4日）
- 北海道大学水産学部 練習船「おしょろ丸」（9月10日）

### 沿革（函館EXPO）
- 1980年11月18日 - 青函圏文化振興協議会にて函館商工会議所が青函トンネル開通記念行事として博覧会の開催を提案。
- 1983年
  - 6月20日 - 函館商工会議所・函館市商店街振興組合連合会・函館観光協会・函館青年会議所が函館市・函館市議会へ「津軽海峡大博覧会」の開催を陳情する。
  - 6月24日 - 渡島総合開発期成会・渡島町村会が北海道へ青函トンネル開通記念事業の実施促進を陳情。
  - 11月10日 - 函館商工会議所議員総会にて津軽海峡大博覧会の開催促進を決議、「津軽海峡大博覧会開催促進特別委員会」を設置。
- 1984年 - 函館市、函館商工会議所、渡島総合開発期成会、渡島町村会が北海道へ繰り返し陳情を実施。
- 1985年
  - 5月23日 - 函館市と函館商工会議所が「青函トンネル開通記念博覧会検討委員会」を設置。
  - 5月31日 - 函館市と函館商工会議所が電通北海道支社へ博覧会基本構想策定を委託。
  - 8月31日 - 基本構想がまとまる。
  - 9月2日 - 北海道の主催参加が決定。
  - 11月7日 - 北海道・函館市・函館商工会議所により「青函トンネル開通記念博覧会準備委員会」を設置。
  - 12月14日 - 準備委員会にて名称・会場・開催期間・動員目標・規模の主要事項を決定。
  - 12月16日 - 準備委員会が電通北海道支社へ博覧会基本計画策定を委託。
- 1986年
  - 1月31日 - 北海道と青森県の協議の結果、函館・青森同時開催を決定。
  - 4月1日 - 函館市商工観光部に函館市青函トンネル開通記念博覧会事務局を設置。
  - 7月2日 - 基本計画を決定。
  - 7月29日 - 北海道・函館市・函館商工会議所・関係機関21団体で青函トンネル開通記念博覧会実行委員会と実行委員会事務局を設置。予算案27億2800万円を承認。
  - 9月 - 出展誘致開始。
  - 9月16日 - 第一回幹事会実施。
  - 12月14日 - 会場を函館どつく跡地に決定。
- 1987年
  - 2月2日 - 北海道開発長官を最高顧問、道内選出国会議員31名と道南会会長等5名を名誉顧問、道南選出の道議会議員・函館市議会正副常任委員長・渡島檜山管内町村議長会長を顧問に委嘱。
  - 4月6日 - 前売り券発売、テーマソング発表。
  - 5月 - エキスパレス基盤設備点検調査を開始。
  - 9月 - エキスパレス基盤工事・外装修繕工事を開始。
- 1988年
  - 4月8日 - 安全祈願祭実施、パビリオン着工。
  - 4月23日 - 中国からのジャイアントパンダ出展を決定。
  - 5月10日 - アミューズメントランド着工。
  - 5月25日 - パンダ展示会場施設着工。パンダ展示事業特別会計予算を決定。
  - 6月30日 - パビリオン竣工。
  - 7月6日 - 岡山市の池田動物園から函館へジャイアントパンダを移送。
  - 7月8日 - 市内のホテルで前夜祭を実施、道知事代理の向田孝志道出納長・木戸浦函館市長の挨拶、青森EXPO総裁北村青森県知事からのメッセージ披露の後懇親会としてハリファックス市のバグパイプ演奏、函館巴太鼓の演奏、川田函館商工会議所会頭の万歳三唱を実施。その後博覧会主会場にてプレナイトセレモニーを実施、レーザー光線とジャズダンスの後、新谷実行委員長の開会宣言、横路北海道知事の挨拶、木戸浦市長の宣言、南北海道太鼓連盟の太鼓連打、森田公一のリードによるテーマ曲「青い道」の合唱を行った。
  - 7月9日 - 開会式。
    - 主会場では午前9時より木戸浦市長の開会宣言、海上自衛隊東京音楽隊のファンファーレ、海自音楽隊の伴奏による北島三郎の国家独唱と国旗・博覧会旗・主催団体旗掲揚の後四ツ柳高茂（北海道経済連合会会長）・北島三郎・田中清玄（21世紀函館懇話会委員）・桜井外治（北海道議会議長代理）・佐藤敏男（奥野一雄衆院議員代理）・阿部文男（衆院議員）・上草義輝（北海道開発長官代理）・リー・クアンユー（シンガポール首相）・木戸浦函館市長・横路道知事・川田函館商工会議所会頭・楊振亜（駐日中国大使）・塩田澄夫（運輸大臣代理）・佐藤孝之（衆院議員）・ロン・ウォレス（ハリファックス市長）・出町函館市議会議長・山下静一（北海道道南会会長）・森田公一・大森義弘（北海道旅客鉄道代表取締役）によるテープカットと白西紳一郎（日中協会事務局長）・佐藤嘉晃（日本鉄道建設公団青函建設局長）・前田勝（北海道警察函館方面本部長）・大野重樹（渡島町村会会長）・赤泊茂松（檜山支庁管内町村会会長）・鈴木清士（函館を思う会会長代理）・新谷順次（成功させよう青函博の会会長）・市民代表新成人男女各1名によるくす玉開花、鳩や風船の放出を行った。
    - パンダ展示会場では11時より木戸浦市長・楊駐日中国大使の挨拶、知事代理の向田道出納長代理・中国代表団団長の祝辞、主催者来賓15名によるテープカット、赤川・美原・美原グリーン町会代表のくす玉開花を行った。

  - 8月7日 - パンダ展示会場来場者10万人達成。
  - 8月15日 - パンダ展示会場が会期中最高の13,106人入場。
  - 9月11日 - 主会場入場者100万人達成。
  - 9月18日 - 最終日、主会場で会期中最高の62,611人入場。
    - パンダ会場の閉会式は2部構成とし、14時から第一部「パンダ館さよなら（再見）イベント」として函館バトントワーリングサークルの演技、函館市消防音楽隊の演奏、道知事代理の寺山敏保道企画振興部長の挨拶、木戸浦市長の感謝挨拶、傅立民中国商業部副部長・田維俊成都園林局副局長の挨拶、再度の消防音楽隊演奏を実施。17時20分の第2部は飼育担当の中国動物園協会職員と池田動物園職員を迎え一般入場者を交え行われ、事務局から飼育担当職員への謝辞とボランティアや入場者への感謝挨拶、蛍の光の演奏に合わせ実行委員会旗を降納し職員・コンパニオン整列で来場者を見送った。
    - 主会場閉会式は17時より道知事代理の上田恒夫道副知事、木戸浦市長、川田函館商工会議所会頭の感謝挨拶、道南町村長・ミス青函博・コンパニオン代表の紹介、陸上自衛隊中央音楽隊の君が代に合わせ国旗・博覧会旗・主催団体旗の降納を行い、観客は主催者やコンパニオンらに見送られ退場した。

  - 10月 - 会場撤去をほぼ終了、仮決算を行い一般会計にて収入29億89万円・支出32億4760万円で3億4674万円の赤字、パンダ展示事業特別会計にて収入2億3791万円・支出4億1916万円で1億8125万円の赤字となった。
- 1989年3月 - 実行委員会解散。

### アクセス（函館EXPO）
主会場
函館どつく工場内道路の幅員の狭さや造船関係車両の通行による危険性を勘案し徒歩・一般乗用車での主会場への直接入場は禁止とされた。
- 函館市営バスが函館駅西口・緑の島駐車場・弁天町（函館どつく前停留場）から主会場へのシャトルバスを運行。函館駅・緑の島路線は有料とし、弁天町には函館どつくのグラウンドを借り上げる形で臨時バスターミナルを造成した。
- 共同通船が緑の島・JR函館駅桟橋から主会場まで外輪船型のシャトル船を運行。函館どつく函館造船所と函東工業が建造、2層式で1200人から1300人の定員とし3隻を確保、それぞれにサッポロビール・雪印・サントリーが広告を掲出した。また緑の島方面には遊覧船「臥牛」も通常遊覧時以外の時間帯に投入された。
- 函館市電が8月13日から19日にかけて主会場方面への無料電車を午前中3本運行した。
- JR北海道が主要駅から函館駅までの往復乗車券・特急券や博覧会入場券と函館駅桟橋→会場までのシャトル船片道乗船券をセットとした割引きっぷ「函館EXPO88セットきっぷ」を6月10日から発売[5]。

パンダ展示会場
- 函館駅前から赤川小学校までの定期路線バスに加え、函館バスが臨時バス「快速パンダ号」を30分間隔で運行した。
- 7月31日から8月22日には東急観光と函館バスにより主会場からパンダ会場までの直通臨時バスを主会場発4便・パンダ会場発6便運行したが低い利用率に終わった。

駐車場
- 緑の島に2500台・西ふ頭380台・若松小学校跡200台・東川小学校裏280台の乗用車専用駐車場、主会場隣接地200台の団体バス駐車場、魚市場250台・函館市役所100台・中央埠頭280台・万代埠頭360台のピーク時に対応した臨時駐車場の9ヶ所4450台分を確保。料金は乗用車1000円・バス2000円とした他東川小学校裏・中央埠頭・万代埠頭は無料としたものの、会場から距離があることや安価な民間駐車場の利用が相次ぎ見込みを下回り、臨時駐車場は9月以降廃止となった。
- パンダ会場については周辺農地を一時転用し乗用車850台・団体バス50台分を確保。料金は乗用車400-500円・バス1000円とした。

## その他
- 1988年6月3日から10月30日までの間、函館市内をはじめ北海道全域を対象にした世界・食の祭典博覧会（ジュノス・ジャパン'88）が同時開催された。青函博と食の祭典に協賛してJR北海道は、同年3月に終航した青函連絡船を暫定復活運航させた[6]。就航した船舶は羊蹄丸と十和田丸。
- 青森側に当博覧会のモニュメントとして三角錐ドームのみなと21館を転用し「青い海公園展望台」として存置。老朽化のため2017年度中に解体された[7]。
- 本博覧会をきっかけに津軽海峡をコースとしたヨットレース「青函カップヨットレース」が開催されている。

## 関連事項
- 青函トンネル記念館 - 青森EXPOの協賛会場として使用。
- 津軽海峡大橋